# Traverse de la Seigneurie
La traverse de la Seigneurie est une voie marseillaise située dans le 9e arrondissement de Marseille.

## Situation et accès
Cette voie démarre chemin de Morgiou, à la limite des quartiers de Mazargues et des Baumettes. Elle passe au-dessus du canal de Marseille, croise la traverse de Rabat et se termine chemin de l’Escampoun, au pied des calanques et derrière la prison des Baumettes.

## Origine du nom
La traverse doit son nom à une villa nommée La Seigneurie, bâtie à la fin du XIXe siècle sur les restes du château des seigneurs de Mazargues.

## Historique
Elle se nommait auparavant « chemin du Jas de la Seigneurie » puis « chemin de la Grande-Terre ».

## Bâtiments remarquables et lieux de mémoire
Elle longe de nombreuses villas et résidences du quartier dont celle de Beauvallon.
- Au numéro 82 se trouve le domaine de la Seigneurie, où se trouve la villa ayant donné son nom à la rue.